# Chirurgisches Instrument

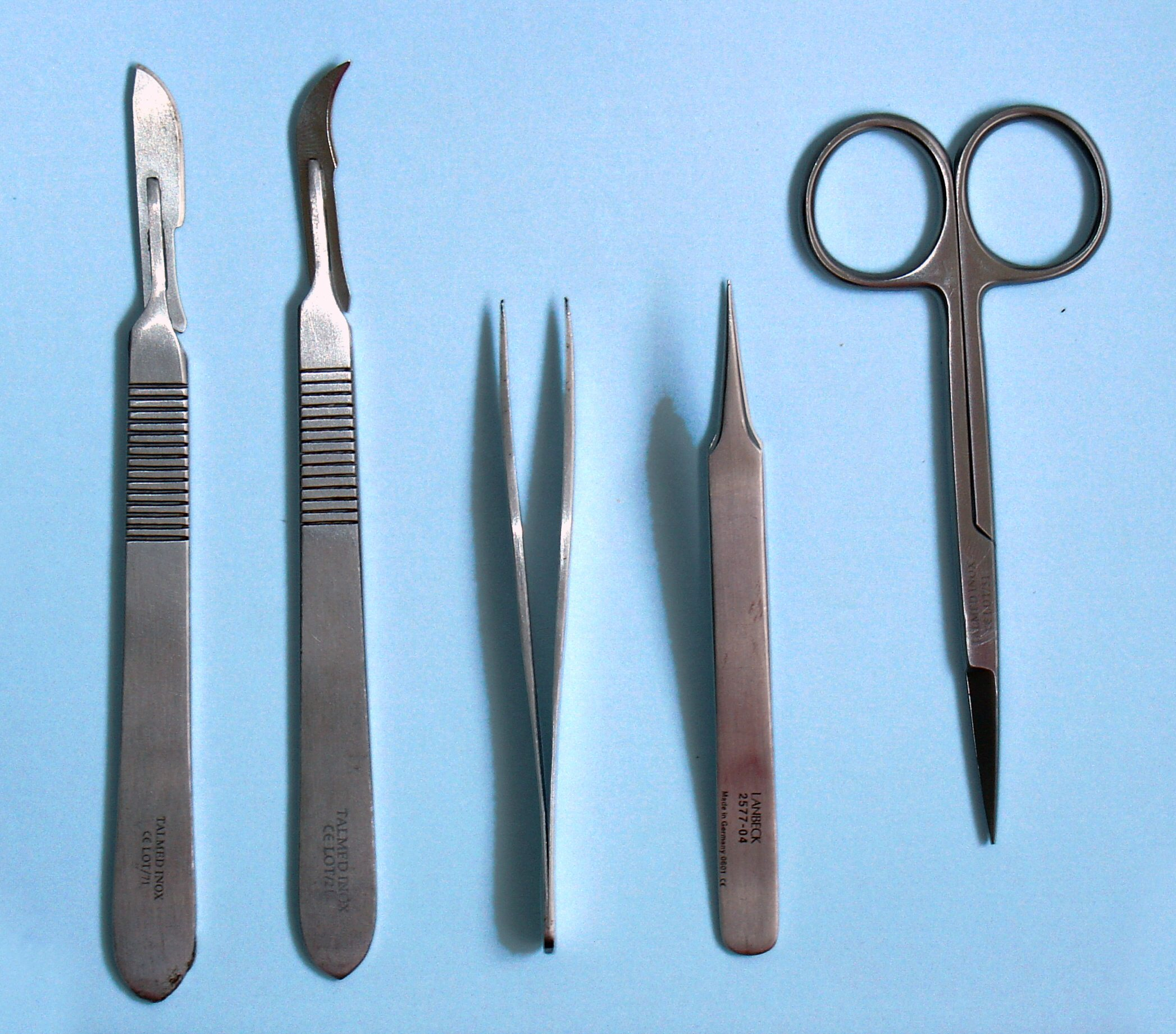
Kleine Auswahl chirurgischer Instrumente

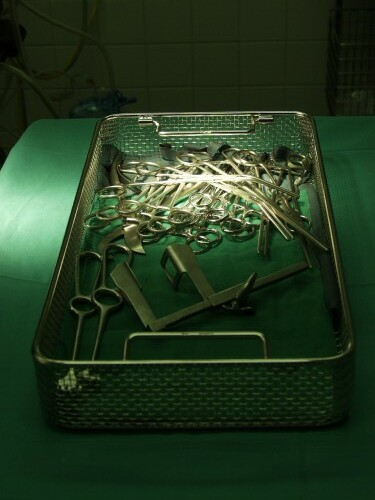
Operationsbesteck auf sterilem Tuch

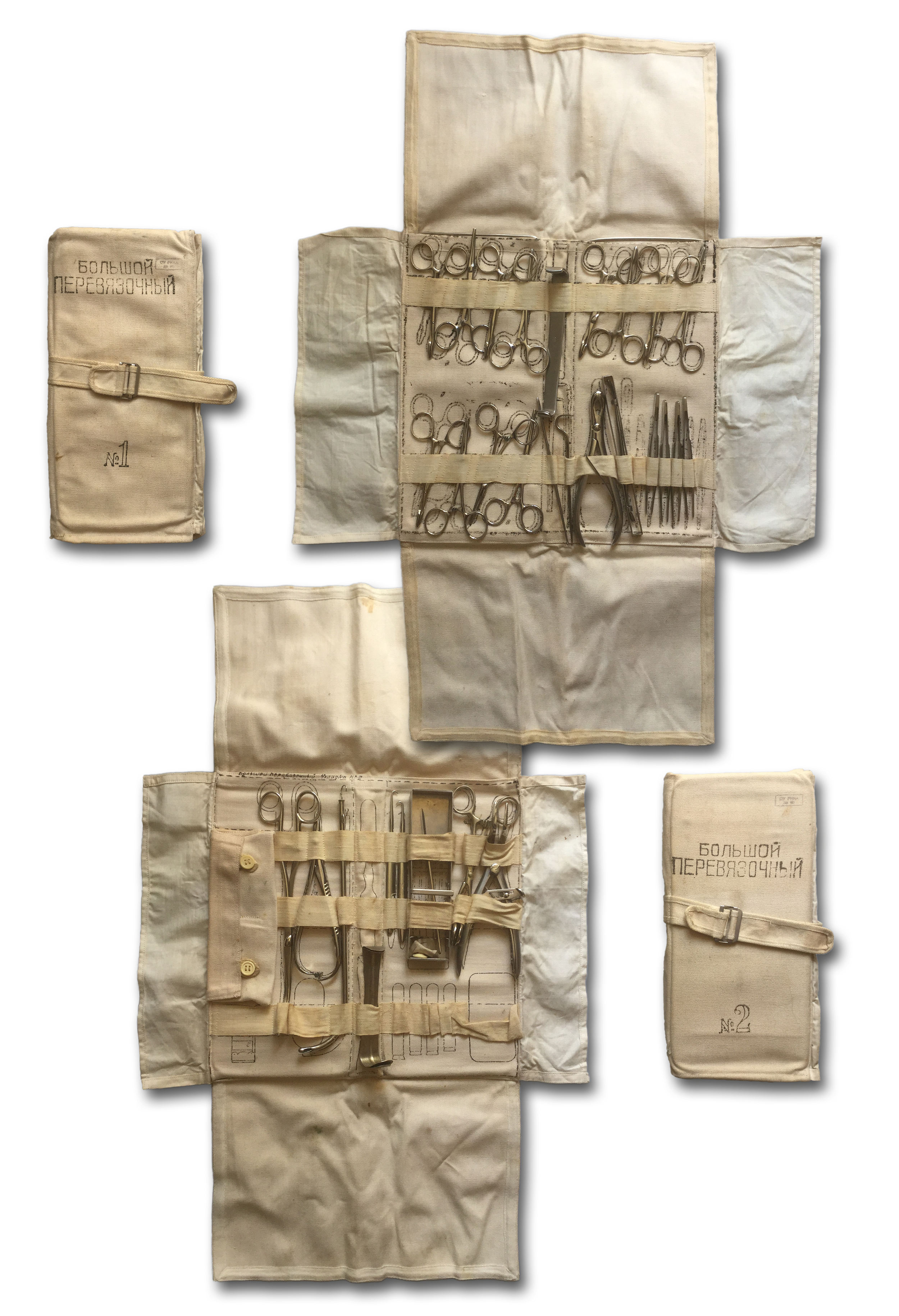
Chirurgischen Feldbesteck der Roten Armee (ca. 1941)

Zu den chirurgischen Instrumenten (auch Operationsbesteck) zählen alle medizinischen Instrumente, die historisch vornehmlich in der Chirurgie Verwendung fanden.
In der Regel gibt es für unterschiedliche Operationen spezielle Pakete, die entsprechend dem Operationsziel zusammengestellt sind.

## Benennung
Häufig tragen sie die Namen von Chirurgen, die die Instrumente entwickelten, wie die Kocher-Klemme nach Emil Theodor Kocher, der Petz (ein Klammernähapparat) nach Aladár von Petz, die Mikulicz-Klemme nach Johann von Mikulicz oder der Overholt. Heute kommen immer mehr Universitäten oder Firmennamen in Mode. Auch sind Instrumente in Katalogen zu finden, die mit „Mod.n. Name“ (= „modifiziert nach“) gekennzeichnet sind, nach dem jüngsten Weiterentwickler, wie „Stanze, Mod.n. Thal“.

## Material und Oberfläche
Weil chirurgische Instrumente in offenen Wunden eingesetzt werden, findet heute in ihrer Fertigung vornehmlich rostfreier Stahl, Titan oder Tantal Verwendung.
Früher wurde Silber seiner edel aussehenden, sauberen, glatten Oberfläche wegen verwandt. Außerdem verfügt Silber über einen oligodynamischen Effekt, geht in geringer Menge in Lösung und tötet Mikroorganismen ab. Aber Silber hat auch Nachteile, es nutzt sich ab und korrodiert beim Sterilisationsprozess schnell, was wiederum die mechanische Säuberung erschwert und damit die Sterilität beeinträchtigt.
Viele Jahre wurden auch unedle Metalle wie Messing (biegsam, beispielsweise für Sonden oder Spatel) oder Eisen (unbiegsam) versilbert oder verchromt verwendet.
Eine spiegelglatte Oberfläche lässt sich bestens reinigen, blendet aber den Operateur. So werden heute zunehmend dunkelfarbige oder edle, aufgeraute Oberflächen in der Praxis erprobt. Das Problem hat durch die minimalinvasive Operationstechnik etwas an Bedeutung verloren.

## Klassen von Instrumenten
Chirurgische Instrumente lassen sich wie folgt unterteilen:

### Aufhaltende Instrumente
Sie halten Körpereingänge und Wunden offen und ermöglichen erst einmal den Zugang.
Alle Arten von Wundhaken, Retraktoren, Spreizern, Spekula, Trokarhülsen zählt man hierzu.

### Fassende Instrumente
Mit diesen kann ein spezifisches Gewebe sicher und möglichst schonend gefasst werden. Hierzu zählen Pinzetten, Klemmen und Fasszangen. Einige von ihnen verfügen an ihren Spitzen über Zähne (wie die chirurgische Pinzette).
Einige Klemmen und Faßzangen verfügen über quer oder kreuzweise geriffelte Backen mit oder ohne gehärtetem Futter. Auch ein arretierendes Schloss ist sehr verbreitet. Obwohl der Nadelhalter zum Nähen regulär kein Gewebe fassen sollte, gehört er aus Sicht der Konstruktion ebenfalls hierher.

### Haltende und klemmende Instrumente
Gerne werden Klemmen den fassenden Instrumenten zugeordnet. Allein ihr Zweck und einige konstruktive Besonderheiten lassen eine Abtrennung zweckmäßig erscheinen. Man differenziert die Klemmen unter anderem auch nach ihrer Klemmkraft, beispielsweise die weiche Klemme zum temporären Abklemmen für den Darm und feine Gefäße gehören hierher. Sie benötigen keine speziellen, fassenden Spitzen. Ihre Branchen üben einen nur milden, dem Zweck angepassten Druck aus und ihre Oberfläche ist den Anforderungen entsprechend schonend. Auch sie haben in der Regel ein arretierendes Schloss.
In diese Gruppe muss man wohl auch die Präparierklemme einordnen, obwohl sie nur selten zum Klemmen, sondern eher zum Trennen von Strukturen bestimmt ist. Ihre Spitze ist fein gerundet und ihre Branchen sind schlank und leicht gekrümmt. Sie besitzt nicht immer ein Schloss.

### Trennende oder schneidende Instrumente
Messer (Skalpell), Scheren, Elektrotom, Kauter, Ultraschallmesser und andere.

### Zusammenführende Instrumente (Nahtgeräte)
Hierher gehören alle Klammernahtgeräte (Stapler), die einzelne Klammern setzen oder ganze Reihen, und auch der Klammerentferner.

### Inspektionsinstrumente (Optiken)
Endoskope ermöglichen bei minimalinvasiven Operationen dem Operateur überhaupt erst eine Sicht. Sie werden steril über Trokarhülsen in die Körperhöhle oder das Gelenk eingeführt.

### Kombinierte Instrumente
1. Endostapler und Klammernahtgeräte, die ein Hohlorgan verklammern und zugleich präzise schneiden. Bei ihnen werden in aller Regel die Klammermagazine mit dem Messer zusammen getauscht oder es sind sogar Einmalgeräte.
2. Kombinierte Nadelhalter, die als Universalnahtgerät sowohl fassen, als auch schneiden können.

## Nutzung von Einweginstrumenten
Die Verwendung von Einweginstrumenten hat in der Chirurgie stark zugenommen. Eine hochgradige Evidenz, dass dadurch tatsächlich Infektionen verhindert werden, besteht jedoch bislang nicht. Ein Vorteil für Krankenhäuser und chirurgische Praxen liegt jedoch darin, dass Zeit- und Kostenaufwand für Reinigung und Sterilisation der Instrumente entfallen. Die Verantwortung für die Sterilisation bleibt beim Hersteller.
Mit der Verwendung von Einweginstrumenten gehen auch eine Reihe von Nachteilen oder Problemen einher. So führt der Gebrauch von Einweglösungen zu einem deutlich höheren Ressourcenverbrauch (182 %) und hat einen weitaus schädlicheren Einfluss auf das Klima (379 %) sowie auf die Qualität des Ökosystems. Um dem Verlust wertvoller Rohstoffe mittels Recycling entgegenzuwirken, müssen die Einweginstrumente sachgerecht sortiert und entsorgt werden. Ein weiteres Problem besteht in der ständigen Abhängigkeit intakter Lieferketten und der damit einhergehenden Gefahr einer Unterbrechung dieser.